# Ohanes
Ohanes ist eine spanische Gemeinde im Verwaltungsgebiet Alpujarra Almeriense der Provinz Almería in der Autonomen Gemeinschaft Andalusien. Die Bevölkerung von Ohanes bestand im Jahr 2024 aus 547 Einwohnern. 

## Geografie
Die Gemeinde grenzt an Abla, Abrucena, Beires, Canjáyar und Las Tres Villas. Der Ortskern befindet sich auf einer Anhöhe und hat zahlreiche enge Gassen. Um den Ortskern herum befinden sich Terrassen, auf denen die bekannte Ohanes-Trauben angebaut werden.  

## Geschichte
Die Stadt geht auf die Zeit von  Al-Andalus zurück. Der Ort wurde nach der Vertreibung der Mauren im 16. Jahrhundert von Siedlern neu besiedelt.

## Galerie

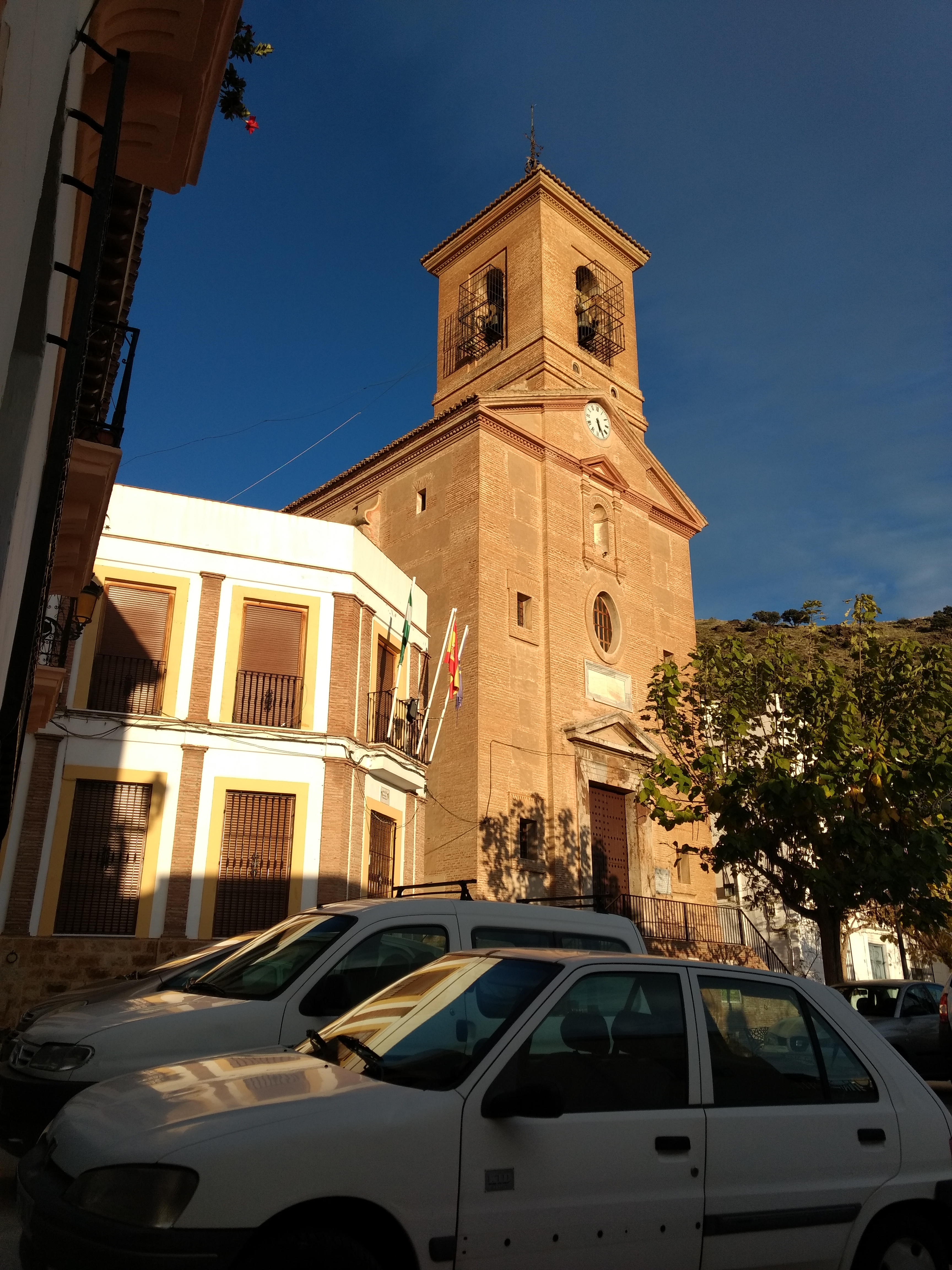
Kirche Iglesia de la Inmaculada Concepción
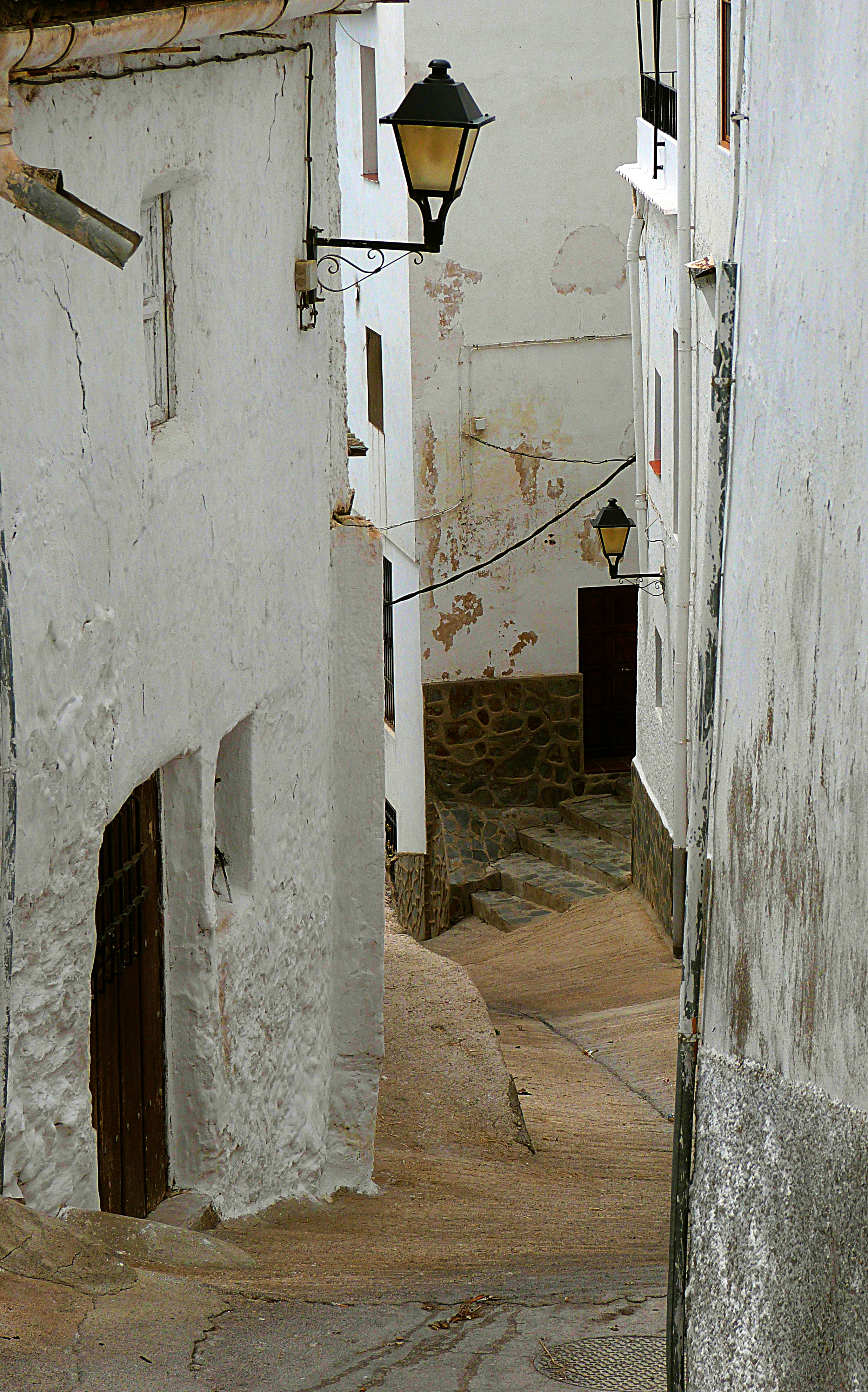
Enge Gasse
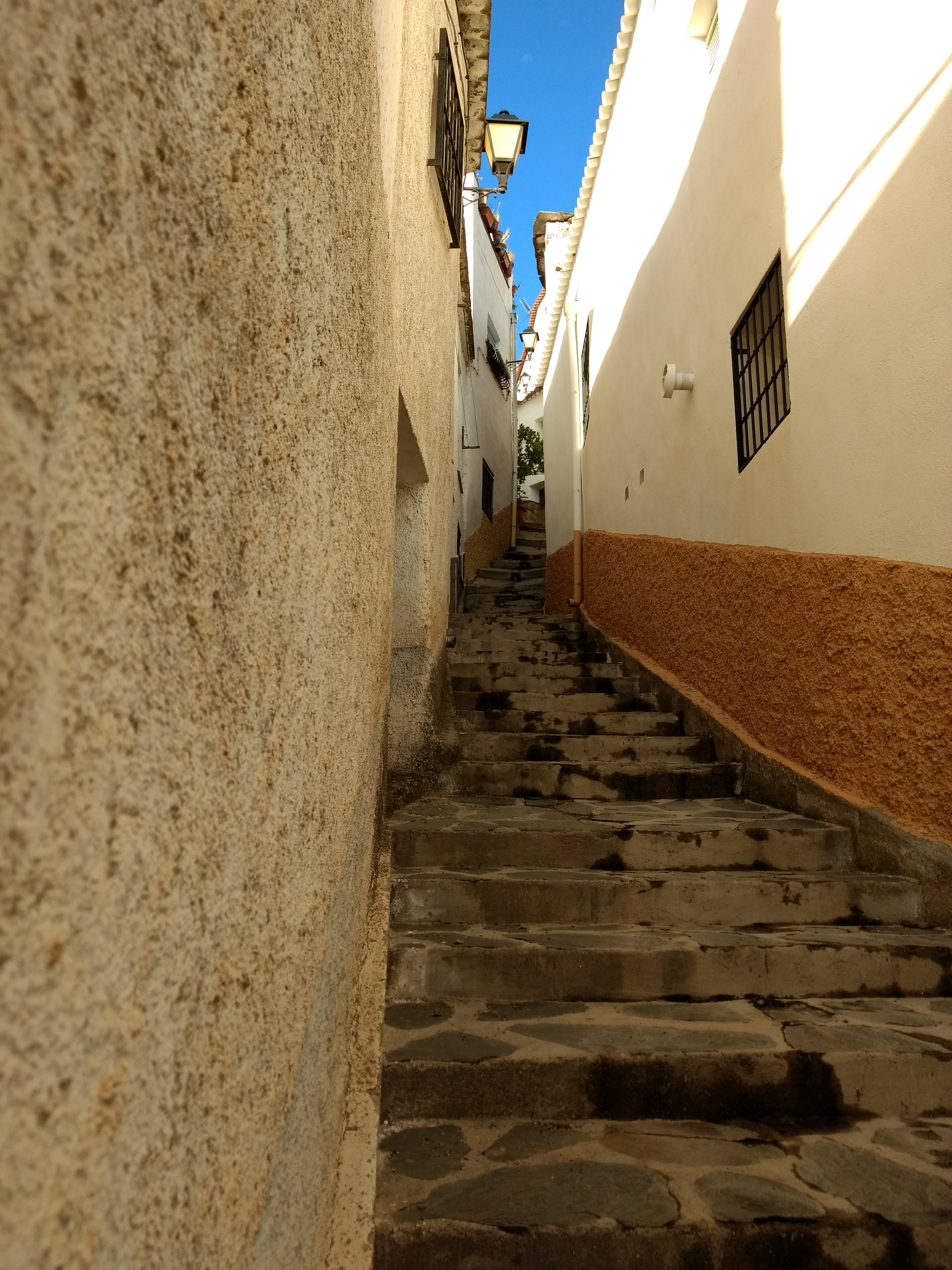
Gasse mit Treppe
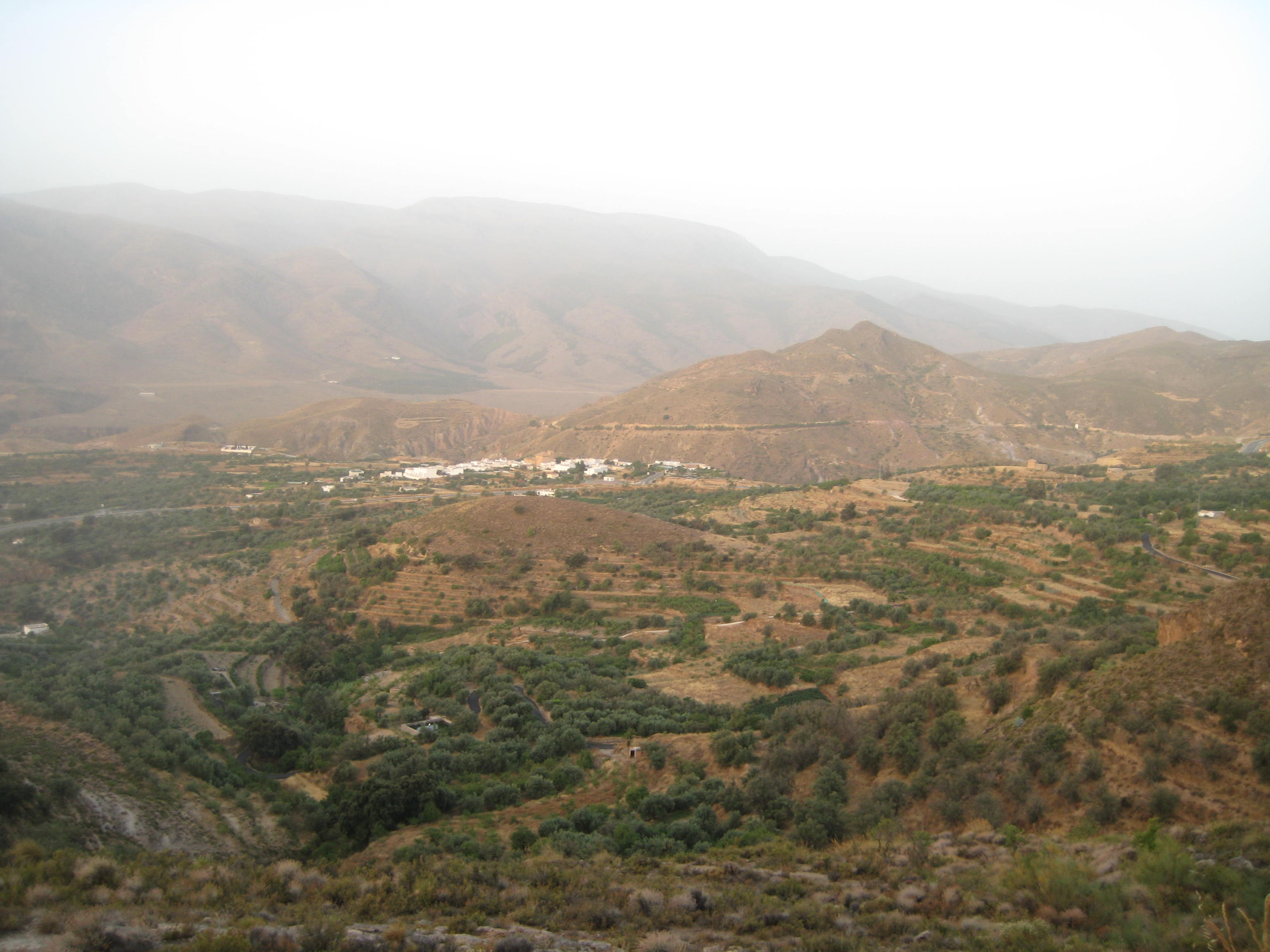
Landschaft

## Persönlichkeiten
- Diego Ventaja Milán (1880–1936), römisch-katholischer Geistlicher, Bischof von Almería, Seliger der römisch-katholischen Kirche